# Copaifera magnifolia
Copaifera magnifolia là một loài thực vật có hoa trong họ Đậu. Loài này được Dwyer miêu tả khoa học đầu tiên.